# Braquage au féminin (mini-série)
Pour les articles homonymes, voir Braquage au féminin.
Braquage au féminin (Widows) est une mini-série américaine réalisé par Geoffrey Sax et diffusé en quatre parties entre le 6 et le 27 août 2002 sur le réseau ABC.
Les informations de diffusion dans les pays francophones ne sont pas disponibles.

## Synopsis
Trois veuves s'unissent pour venger la mort de leurs maris respectifs...

## Distribution
- Mercedes Ruehl : Dolly Rawlins
- Brooke Shields (V. F. : Rafaèle Moutier) : Shirley Heller
- Rosie Perez : Linda Pirelli
- N'Bushe Wright : Bella
- Juan Carlos Velis : Bill - agent de sécurité
- Lark Voorhies